# Жаль
«Жаль» — оповідання Лесі Українки.

## Історія публікацій
Вперше надруковано у журналі «Зоря».
В архіві письменниці зберігається автограф, за яким оповідання друкувалось у журналі «Зоря». На останній сторінці рукопису вгорі авторкою зроблена помітка: "До оповідання «Жаль», на цьому ж аркуші стоїть підпис Лесі Українки, а невідомою рукою синім олівцем позначена дата: «21/10 93».
В автографі немає початку до слів: «А я б на твоєму місці уже б мовчала, — обізвалась Надя…», а також уривку від слів: «До чого-то дівчині в тринадцять…» до слів: «…бавити гостей: повагом собі походжає по салону або сяде й поведе якусь поважну розмову з одним гостем, а за інших забуде»; є закреслення і виправлення. Особливо багато закреслень у І і II розділах. Правки авторські і редакторські.
Редакція журналу «Зоря» одержала вже правлений Лесею Українкою рукопис. У виданні 1976 р. наведено кілька прикладів авторських скорочень у тексті 1 розділу.
Подібні авторські скорочення і виправлення є й далі у тексті автографа. У рукописі редактор журналу «Зоря» зробив свої поправки мовно-правописного і частково лексичного характеру. Так, слово «посаг» замінено словом «віно», «кредитори» — на «вірителі», «вокзал» — на «двірець».
При публікації в тексті оповідання пропущені окремі слова і речення.
Крім закінченої редакції оповідання, в архіві зберігаються автографи VI і VII розділів іншої редакції твору з написом "До по[вісті] «Жаль», а також план IV — XII розділів.
Датується 1890 р. на підставі листів Лесі Українки до Михайла Драгоманова від 3 березня 1892 та до Осипа Маковея від 25 вересня 1893 р.

## Історія написання
«Жаль» — перший великий прозовий твір Лесі Українки. Поштовхом до його створення став конкурс, що проводився у родині Косачів на тему «канапка» чи «кушетка». Про оповідання Михайла Косача «Кушетка» (пізніша назва «На огнище прогресу» Леся Українка писала братові у вересні 1889 р.:
|  | От тобі, Миша, що раджу: пиши-но ти улити, бо твоя «Кушетка» проймає навіть серце, ревізмом пойняте |

Оповідання під назвою «Кушетка» є і серед недрукованих творів Олени Пчілки.
Як видно з листів Лесі Українки, оповідання «Жаль» опрацьовувалось досить довго.
|  | Я було думала тут зайнятись добре і скінчить нарешті той нещасливий «Жаль», аж вийшло так, що він і досі лежить не скінчений… |

|  | Треба переписати одну свою повість до тих пір, поки поїду в Київ… |

|  | Моя бідна la grande Oulita тепер, може, і на миші переведеться непереписана, бо не хутко дочекається вона честі мого власноручного переписування… |

Проте в січні 1891 p., по дорозі на лікування до Відня, Леся Українка, зупинившись у Львові, залишає у Ольги Франко в цілому уже завершений «Жаль». Оповідання було прочитане Михайло Павликом, Іваном Франком, а пізніше і Осипом Маковеєм. Михайло Павлик, скоріш за все, запропонував передати твір до журн. «Зоря», позаяк 3 березня 1891 р. Леся Українка відповідала йому з Відня:
|  | Що ж до моєї повісті, то, далебі, не знаю, як з нею буде, бо не розумію, як маю думати про відносини «Зорі» до мене; «Зоря» має чимало моїх віршів і дещо з прози, але нічого не друкує, хоч і назад не завертає і не каже, що їй моє писання непридатне, отже, не знаю, як з нею бути |

А через кілька місяців Леся Українка знову пише М. Павликові:
|  | Пригадала собі те, що Ви писала про повість «Жаль», добре що з Вас такий одвертий критик, бо з такими людьми тільки й можна як слід говорити. Але я не у всьому з Вами згоджуюсь: мені здається, що тема не єсть так далека для автора, як Ви думаєте, бо таких людей, як героїня повісті, він знає чимало і бачить дуже зблизька, а тілько, може, Ви не сподівались такої теми, і для Вас вона є досить далека або просто нецікава; що залежить до виконання, то, певне, що воно далеко не бездоганне, але ще там мусить чимало поправитися. На самих ліричних віршах вже не втриматись! — тісно робиться, хоч се не значить, ніби їх зовсім покинути маю, того, певне, ніколи не буде. Ще от що: рідну дитину, та ще й першу, не так-то легко забити, як здається, а надто ще й те, що автор не зовсім розчарувався в своїй нещасливій і дурній Софії |

Не погодилася Леся Українка і на пропозицію М. Павлика надіслати «Жаль» на перегляд Михайлу Драгоманову:
|  | Посилати «Жаль» до дядька не варт, бо то дуже затяжна справа, — нехай вже тоді вилає, як у друку побачить |

Тим часом вона пише два вставні розділи до «Жалю» і обмірковує з М. Косачем і Оленою Пчілкою питання про можливість надрукування твору у жіночому збірнику, оскільки «він створений для нього» . А у вересні цього ж року І. Франко пише Олені Пчілці:
|  | Друге діло, про котре я хотів поговорити з Вами, се новела Лесі Українки, котра находиться у мене. Що Ви думаєте з нею робити? Я чув, що Ви призначили її для другого тому альманаха. Та коли-то ще той альманах буде друкований, чи не можна би змінити сю постанову, щоби така гарна річ не лежала у рукопису. Я прочитав сю новелу, і вона мені дуже сподобалася, так що коли би була на те Ваша і Лариси Петрівни воля, то я радо опублікував би її в найближчій книжечці своєї «Літературно-наукової бібліотеки». Я готов розпочати друк, як тільки одержу Ваш дозвіл |

.
У відповідь на це Олена Пчілка писала:
|  | Повість Лесину щось-то не приходиться друкувати осібно в бібліотеці, краще зоставити її для того дамського видання, яке має вийти, — чи альманах, чи журнал, чи що воно там буде. Ця повість більше підходить до жіночого видання, аніж до друку осібно |

У вересні 1893 р. Леся Українка звертається до О. Маковея з проханням:
|  | Підіть, будьте ласкаві, до пані Франкової і візьміть у неї моє оповідання під назвою «Жаль», та віддайте його до «Зорі», і запитайте, чи прийме вона його до друку, а коли прийме, то як хутко може воно бути надрукованим. Згляньтесь над долею сього нещасного оповідання, що вже третій рік світу-сонця не бачить, лежачи у схові в господі пані Франкової, — визвольте його з темниці |

О. Маковей виконав прохання письменниці, але виявилось, що твір не має закінчення. 25 вересня 1893 р. Леся Українка надсилає О. Маковею закінчення, надписавши на ньому:
|  | До оповідання «Жаль», а в супровідному листі ще раз просить О. Маковея довідатись в редакції журн. «Зоря», коли оповідання буде надруковане |

Далі в цьому ж листі Леся Українка писала:
|  | Я думаю, Ви повірите мені, коли скажу, що тепер — по трьох чи чотирьох роках — я інакше б написала свій «Жаль», але ж поправляти давню писанину і скінчену річ дуже трудно, бо вже ніяк не можна погодити тодішньої течії думки з теперішньою. Через те я викидаю геть ті речі, які здаються мені ні до чого, а які ще до чого-небудь судні, ті друкую, поправивши хіба стиль і мову. Я признаю, що в «Жалю» багато є недотепного й «зеленого», але поправити не можу, раз, через те, що не маю оповідання в руках, а друге — через вищенаведену причину. Мені дуже подобається вираз Вікт[ора] Гюго «Corriger un oeuvre par un autre», отже, може, колись напишу щось кращого, ніж «Жаль», і тим його поправлю. Я думаю, що то нічого не шкодить, коли галичани побачать в моєму оповіданні далекий для себе світ — чим більше світу побачити, тим краще |